# Institut de Recerca Social
L'Institut de Recerca Social (en alemany: Institut für Sozialforschung; en anglès: Institute for Social Research), és una entitat pertanyent a la Universitat de Frankfurt del Mein. Va ser fundat el 1923 pels comerciants i mecenes Hermann Weil i el seu fill Felix Weil, qui estava fortament influenciat per l'estudi de la filosofia marxista de Karl Korsch. El co-fundador de l'institut fou Friedrich Pollock. L'Institut de Recerca Social s'adscriu a l'anomenada Escola de Frankfurt, i a la teoria principal que va ser formulada per Max Horkheimer, per primera vegada en la seva obra de 1937, anomenada Teoria tradicional i teoria crítica, i que també és coneguda com a Teoria crítica.